# Frauen – Forschung – Archäologie
Frauen – Forschung – Archäologie (abgekürzt FFA) ist eine wissenschaftliche Schriftenreihe, die Ansätze aus der Frauenforschung und den Gender Studies mit archäologischen Themen verbindet. Sie erscheint im Waxmann Verlag, Münster und wird herausgegeben von der FemArcEdition, dem Herausgeberinnengremium von FemArc – Netzwerk archäologisch arbeitender Frauen. Das Gremium besteht (Stand 2020) aus zehn einschlägig forschenden Wissenschaftlerinnen.

## (Vor-)Geschichte
Der erste Vorgängerband der Reihe mit dem Titel Feminismus und Archäologie?! dokumentierte die Gründungsveranstaltung des Netzwerks 1991 und wurde, wie der darauf folgende, noch im Selbstverlag herausgegeben. 1995 entstand aus diesen Vorstufen die Reihe Frauen – Forschung – Archäologie, die zunächst beim Agenda Verlag angesiedelt war (FFA 1–3), seit 2002 beim Waxmann Verlag verlegt wird.

## Themenschwerpunkte
Das Konzept der Reihe umfasst Ansätze der feministischen Archäologie und der Frauen- und Geschlechterforschung innerhalb der archäologischen Fächer. Unter einem Oberthema sind in der Regel Beiträge aus verschiedenen Fächern vertreten: vor allem der Ur- und Frühgeschichte, dann der klassischen Archäologie; seltener sind Beiträge aus Ägyptologie und vorderasiatischer Archäologie; hinzu kommen gelegentlich Beiträge aus anderen Altertumswissenschaften (beispielsweise der alten Geschichte, Altphilologie) oder der Ethnologie. In einigen Fällen wurde das im Band angesprochene Thema zum ersten Mal in einem größeren Rahmen wissenschaftlich behandelt.
Viele Bände sind Tagungspublikationen: entweder zu Tagungen des Netzwerks archäologisch arbeitender Frauen oder zur Arbeitsgemeinschaft Geschlechterforschung, die regelmäßig bei den Jahrestagungen der Deutschen Verbände für Altertumsforschung stattfindet.
Publikationssprachen sind (Stand 2020) Deutsch und Englisch.

## Editionärinnen (Stand 2020)
Die 10 Editionärinnen sind mit einer Ausnahme Ur- und Frühgeschichtlerinnen sowie Mittelalterarchäologinnen. Susanne Moraw ist klassische Archäologin und hatte Ur- und Frühgeschichte im Nebenfach studiert. Die Tabelle gibt eine Übersicht über die hauptsächlichen Forschungsschwerpunkte, die sich auch in den Ausrichtungen der Reihe widerspiegeln.
| Name                     | Schwerpunkte |
| ------------------------ | --- |
| Jana Esther Fries        | Hallstattzeit, Siedlungsarchäologie, feministische Archäologie                                                                                       |
| Doris Gutsmiedl-Schümann | Spätantike und Frühmittelalter |
| Michaela Helmbrecht      | Frühgeschichte Skandinaviens (Vendel- und Wikingerzeit), Merowinger- und Karolingerzeit in Süddeutschland                                            |
| Melanie Janßen-Kim       | interkulturelle Vergleiche und frühe Bronzezeit |
| Julia Katharina Koch     | Metallzeiten |
| Jutta Leskovar           | Hallstattzeit |
| Susanne Moraw            | Spätantike |
| Ulrike Rambuscheck       | Archäologie und Geschlechterforschung, Wissenschaftsgeschichte und Wissenschaftstheorie                                                              |
| Katja Winger             | eisenzeitliche Siedlungsarchäologie |
| ehemalige Editionärinnen | |
| Kerstin Kowarik          | Mensch-Umwelt-Beziehungen, Landnutzungsdynamik, Ressourcenmanagement und prähistorischer Bergbau, rechnergestützte Modellierungen in der Archäologie |
| Grietje Suhr             | Frühmittelalter bis Spätmittelalter, Kulturlandschafts- und Burgstallforschung                                                                       |

## Bände
- Band 1: Helga Brandt, Jana Esther Fries, Eva-Maria Mertens (H): Frauen – Forschung – Archäologie. Bericht über die 2. Tagung des Netzwerks Archäologisch Arbeitender Frauen vom 23.– 24. April 1994 in Tübingen. Agenda Verlag Münster 1995, ISBN 3-929440-64-4.
- Band 2: Helga Brandt, Julia K. Koch (H): Königin, Klosterfrau, Bäuerin. Frauen im Frühmittelalter, Tagung Kiel 1995. Agenda Verlag Münster 1996, ISBN 3-929440-82-2.
- Band 3: Sigrun M. Karlisch, Sibylle Kästner, Eva-Maria Mertens (H): Vom Knochenmann zur Menschenfrau. Feministische Theorie und archäologische Praxis Tagung Stralsund 1996. Agenda Verlag Münster 1997, ISBN 3-89688-011-X.
- Band 4: Julia Katharina Koch, Eva-Maria Mertens (H): Eine Dame zwischen 500 Herren. Johanna Mestorf – Werk und Wirkung. Waxmann, Münster 2002, ISBN 978-3-8309-1066-4.
- Band 5: Sylvie Bergmann-Kickenberg, Sibylle Kästner, Eva-Maria Mertens (H): Göttinnen, Gräberinnen und gelehrte Frauen. Waxmann, Münster 2004, ISBN 978-3-8309-1285-9.
- Band 6: Jana Esther Fries, Julia Katharina Koch (H): Ausgegraben zwischen Materialclustern und Zeitscheiben. Perspektiven zur archäologischen Geschlechterforschung. Waxmann, Münster 2005, ISBN 978-3-8309-1515-7.
- Band 7: Jana Esther Fries, Ulrike Rambuscheck, Gisela Schulte-Dornberg (H): Science oder Fiction? Geschlechterrollen in archäologischen Lebensbildern. Bericht der 2. Sitzung der AG Geschlechterforschung während des 5. Deutschen Archäologen-Kongresses in Frankfurt (Oder) 2005. Waxmann, Münster 2007, ISBN 978-3-8309-1749-6.
- Band 8: Ulrike Rambuscheck (H): Zwischen Diskursanalyse und Isotopenforschung. Methoden der archäologischen Geschlechterforschung. Bericht der 3. Sitzung der AG Geschlechterforschung auf der 78. Tagung des Nordwestdeutschen Verbandes für Altertumsforschung e.V. in Schleswig 2007. Waxmann, Münster 2009, ISBN 978-3-8309-2112-7.
- Band 9: Jana Esther Fries, Ulrike Rambuscheck (H): Von wirtschaftlicher Macht und militärischer Stärke. Beiträge zur archäologischen Geschlechterforschung. Bericht der 4. Sitzung der AG Geschlechterforschung auf der 79. Jahrestagung des Nordwestdeutschen Verbandes für Altertumsforschung e.V. in Detmold 2009. Waxmann, Münster 2011, ISBN 978-3-8309-2491-3.
- Band 10: Jana Esther Fries, Doris Gutsmiedl-Schümann (H): Ausgräberinnen, Forscherinnen, Pionierinnen. Ausgewählte Porträts früher Archäologinnen im Kontext ihrer Zeit. Waxmann, Münster 2013, ISBN 978-3-8309-2872-0.
- Band 11: Susanne Moraw, Anna Kieburg (H): Mädchen im Altertum. Girls in Antiquity. Waxmann, Münster 2014, ISBN 978-3-8309-3101-0.
- Band 12: Jana Esther Fries, Doris Gutsmiedl-Schümann, Jo Zalea Matias, Ulrike Rambuscheck (H): Images of the Past. Gender and its Representations. Waxmann, Münster 2017, ISBN 978-3-8309-3709-8.
- Band 13: Julia Katharina Koch, Christina Jacob, Jutta Leskovar (H): Prähistorische und antike Göttinnen. Befunde – Interpretationen – Rezeption. Jubiläumstagung „20 Jahre FemArc – Netzwerk archäologisch arbeitender Frauen“. Waxmann, Münster 2022, ISBN 978-3-8309-4192-7.
- Band 14: Doris Gutsmiedl-Schümann, Michaela Helmbrecht, Johanna Kranzbühler (H): Feministische Perspektiven auf Gender und Archäologie. Beiträge der Tagung zum 25-jährigen Bestehen von FemArc. Waxmann, Münster 2021, ISBN 978-3-8309-4340-2.
- Band 15: Leila Papoli-Yazdi, Maryam Dezhamkhooy: Homogenization, Gender and Everyday Life in Pre- and Trans-modern Iran. Waxmann, Münster 2021, ISBN 978-3-8309-4350-1.

(H) kennzeichnet Herausgeberinnen der Bände.